# Wassermühle Heiligenrode

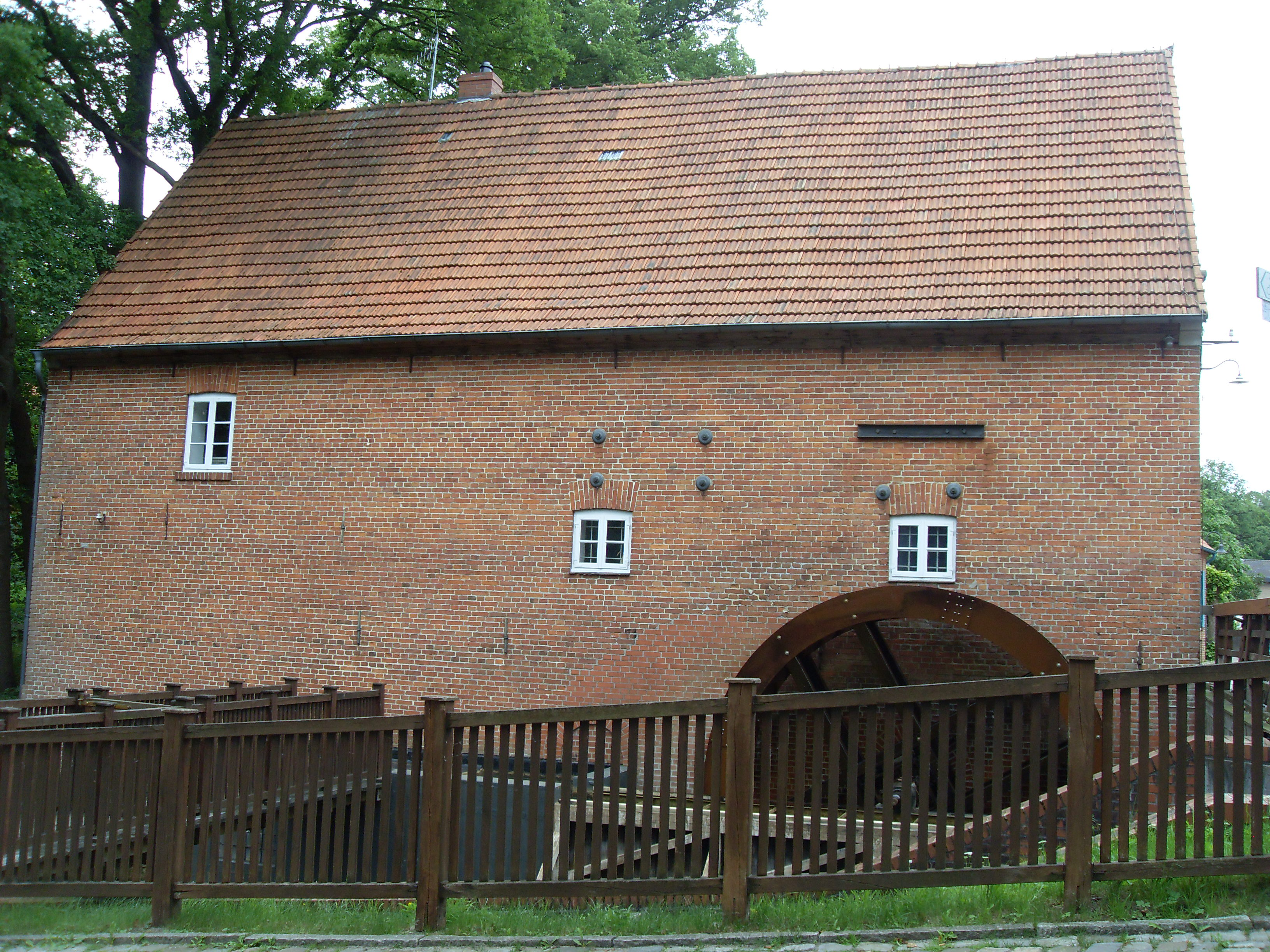
Wassermühle Heiligenrode

Die Wassermühle Heiligenrode bzw. Klostermühle Heiligenrode in Stuhr, Ortsteil Heiligenrode, An der Wassermühle 6, stammt von 1843. Das Ensemble der fünf Gebäude der Mühle dient u. a. als museales Kulturzentrum mit Bildhaueratelier, Ausstellungsraum, Veranstaltungsräumen und Wohnungen.
Das Gebäude ist in der Liste der Baudenkmale in Stuhr.

## Geschichte

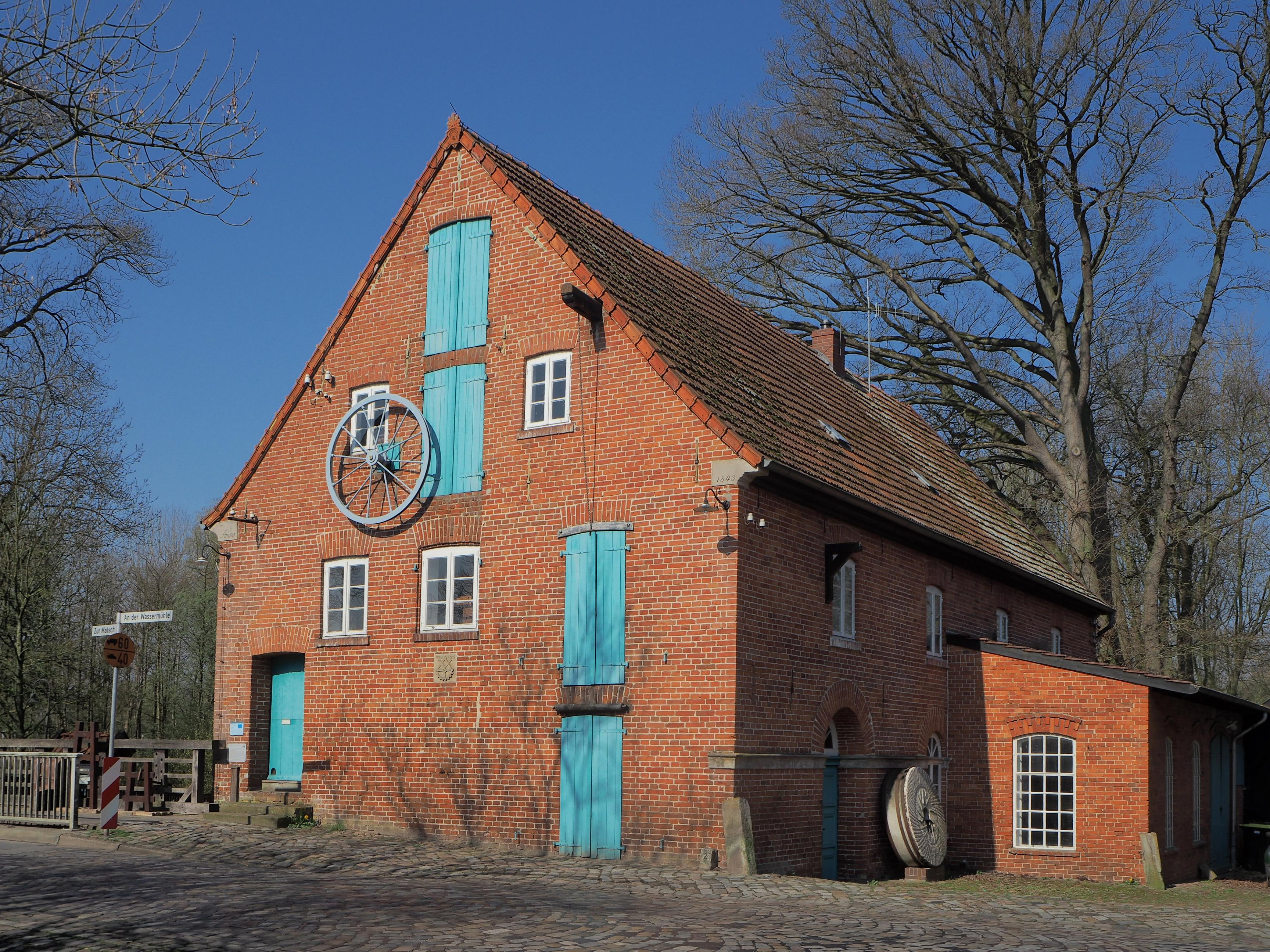
Mühlengebäude mit Anbau

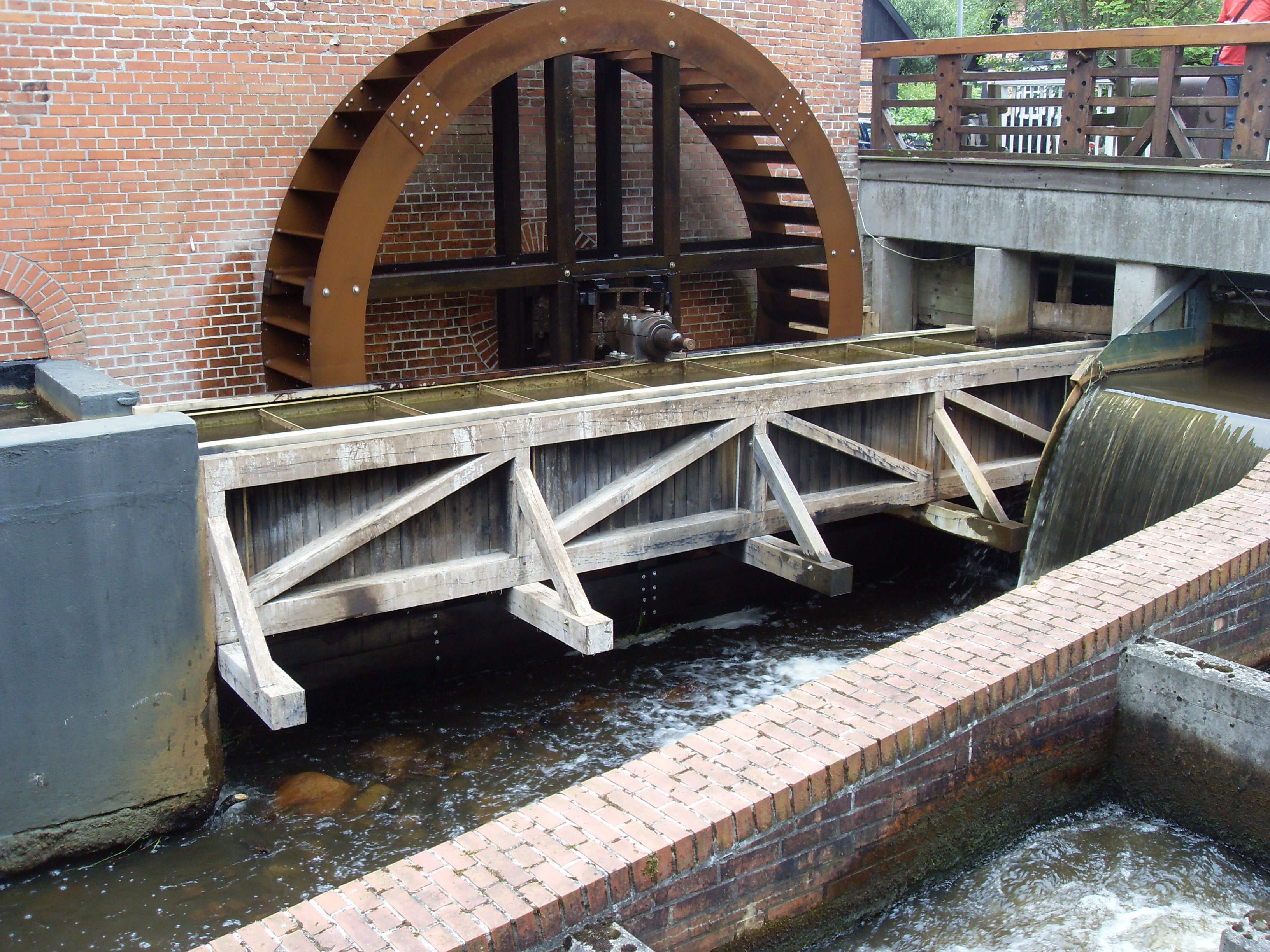
Wasserrad

1182 gründete Friedrich von Mackenstedt das Kloster Heiligenrode; eine Wassermühle an dieser Stelle wurde erwähnt. Hermen Scroder war 1502 der erste namentlich erwähnt Müller.
Das Alte Müllerwohnhaus – ein Fachwerkhaus mit Krüppelwalm – entstand 1750. Dietrich Heinecke erhielt 1779 die marode Mühle nach Erbenzinsrecht.
Das 1985 sanierte Backhaus als Fachwerkhaus mit Krüppelwalm kam 1817 (Inschrift) hinzu und ist heute Vereinsheim des Heimatvereines.
Joh. Heinr. Steffens war ab 1824 der nächste Besitzer und baute sich 1829 ein neues verklinkertes Müllerwohnhaus mit Krüppelwalm und zweigeschossigem Mittelrisalit. Hier sind heute im OG zwei Wohnungen und im EG Ausstellungs- und Versammlungsräume.
1839 wurde die Mühlenscheune – ein Fachwerkhaus mit Krüppelwalm und Scheunentor – gebaut, in der heute Landmaschinen ausgestellt sind.
Das eingeschossige verklinkerte Mühlenhaus von 1843 mit zwei Wasserrädern entstand, nachdem das alte Mühlengebäude baufällig war. Die Mühle mit Beutelgang, Einfülltrichter, Rüttelschuh, Beutel und Rüttelsieb diente der Herstellung von Mehl, Grieß, Schrot und Kleie.
1909 erhielt es einen 1986 sanierten kleinen Anbau für eine Dampf-Lokomobile, die 1913 durch einen Benzolmotor ersetzt wurde. Das zweite Wasserrad wurde 1936 durch eine Wasserturbine ersetzt, die heute noch Wärme erzeugt. 1971 wurde der Mühlenbetrieb eingestellt und 1977 übernahm die Gemeinde Stuhr die fünf historischen Mühlengebäude (Mühlen-, Müllerwohn-, Altes Müllerwohn-, Backhaus und Müllerscheune) und weitere Grundstücke; der Gutachter Illo Bußmeyer (Wehye) empfahl die Sanierung aller fünf Häuser. Mit der Sanierung in mehreren Baustufen wurde 1977 begonnen. Deshalb gründete sich 1986 zur Betreuung die Mühlen-Gemeinschaft Heiligenrode. Die Sanierung der Gebäude konnte zwischen 1985 und 1993 abgeschlossen werden und die technischen Einrichtungen der Mühle wurden für eine funktionsfähige Getreidemühle restauriert.

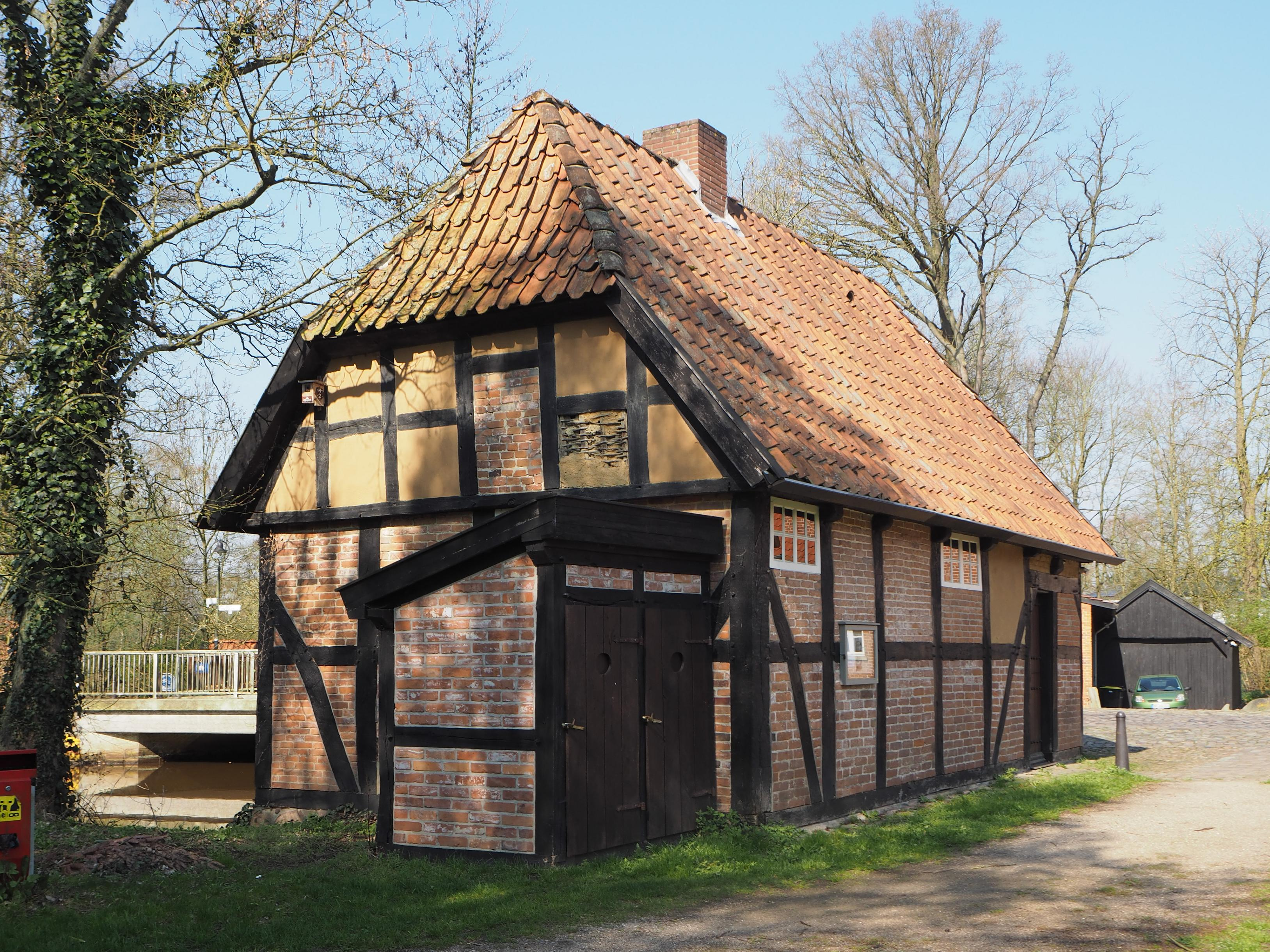
Backhaus mit historischer Toilette
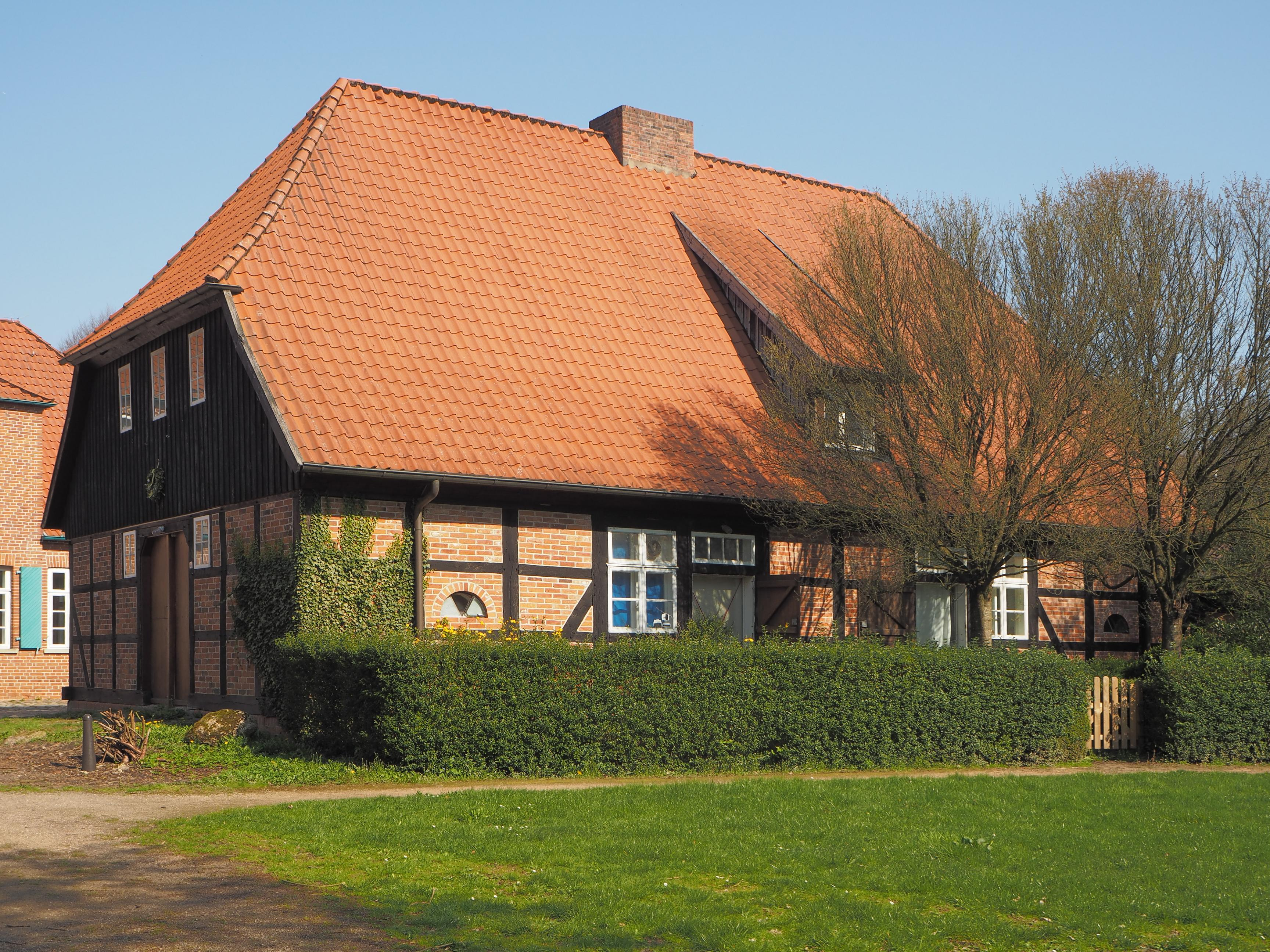
Altes Müllerhaus
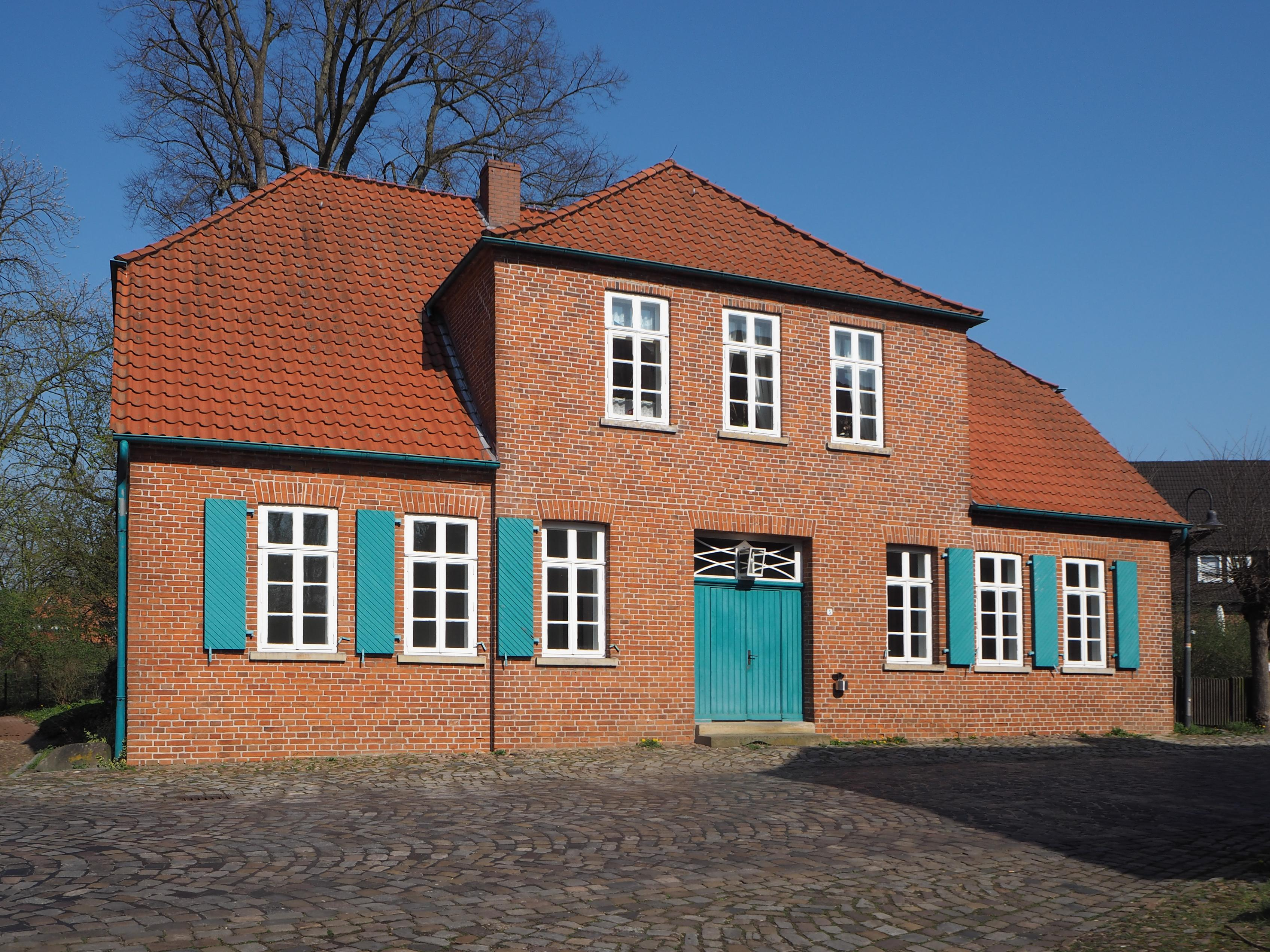
Neues Müllerhaus
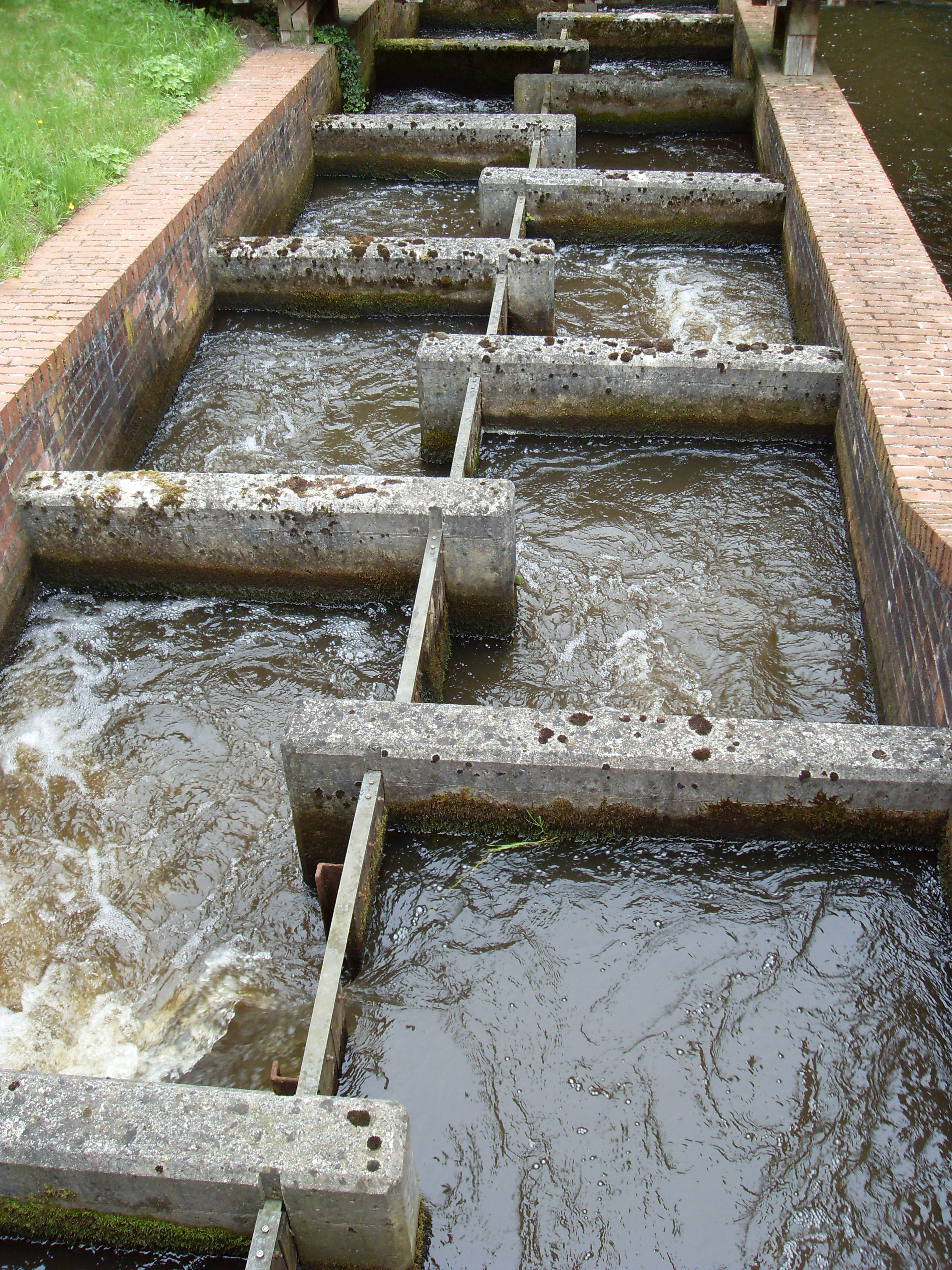
Fischleiter